# Az év játéka díjak listája
Az év játéka (Game of the Year, GotY) egy olyan díj, amelyet különböző díjátadó események és médiakiadványok ítélnek oda egy videójátéknak, amely szerintük az adott évben a játékvilág csúcsát képviselte.

## Események és ünnepségek

### British Academy Games Awards (BAFTA Games Awards)
A British Academy Games Awards egy éves brit díjátadó ünnepség, amely a videójáték-iparban elért „kiemelkedő kreatív teljesítményt” tiszteli. Először 2004-ben adták át a BAFTA Interactive Entertainment Awards átszervezését követően, a díjakat a British Academy of Film and Television Arts (BAFTA) ítéli oda, ezért általában BAFTA Games Awards néven emlegetik.
| Év   | Játék                                        | Műfaj                | Fejlesztő(k)          |
| ---- | -------------------------------------------- | -------------------- | --------------------- |
| 1998 | GoldenEye 007                                | First-person shooter | Rare                  |
| 1999 | The Legend of Zelda: Ocarina of Time         | Action-adventure     | Nintendo EAD          |
| 2000 | Console: MediEvil 2                          | Action-adventure     | SCE Studio Cambridge  |
| 2000 | Handheld: Pokémon Yellow                     | Role-playing         | Game Freak            |
| 2000 | PC: Deus Ex                                  | Action role-playing  | Ion Storm             |
| 2001 | Console: Gran Turismo 3: A-Spec              | Racing               | Polyphony Digital     |
| 2001 | Handheld: Tony Hawk's Pro Skater 2           | Sports               | Vicarious Visions     |
| 2001 | PC: Max Payne                                | Third-person shooter | Remedy Entertainment  |
| 2002 | Console: Halo: Combat Evolved                | First-person shooter | Bungie                |
| 2002 | Handheld: SMS Chess                          |                      | Purple Software       |
| 2002 | PC: Neverwinter Nights                       | Role-playing         | BioWare               |
| 2003 | Call of Duty                                 | First-person shooter | Infinity Ward         |
| 2004 | Half-Life 2                                  | First-person shooter | Valve                 |
| 2006 | Tom Clancy's Ghost Recon Advanced Warfighter | Tactical shooter     | Ubisoft Paris         |
| 2007 | BioShock                                     | First-person shooter | Irrational Games      |
| 2008 | Super Mario Galaxy                           | Platformer           | Nintendo EAD          |
| 2009 | Batman: Arkham Asylum                        | Action-adventure     | Rocksteady Studios    |
| 2010 | Mass Effect 2                                | Action role-playing  | BioWare               |
| 2011 | Portal 2                                     | Puzzle-platformer    | Valve                 |
| 2012 | Dishonored                                   | Action-adventure     | Arkane Studios        |
| 2013 | The Last of Us                               | Action-adventure     | Naughty Dog           |
| 2014 | Destiny                                      | Action role-playing  | Bungie                |
| 2015 | Fallout 4                                    | Action role-playing  | Bethesda Game Studios |
| 2016 | Uncharted 4: A Thief's End                   | Action-adventure     | Naughty Dog           |
| 2017 | What Remains of Edith Finch                  | Adventure            | Giant Sparrow         |
| 2018 | God of War                                   | Action-adventure     | Santa Monica Studio   |
| 2019 | Outer Wilds                                  | Action-adventure     | Mobius Digital        |
| 2020 | Hades                                        | Action role-playing  | Supergiant Games      |
| 2021 | Returnal                                     | Third-person shooter | Housemarque           |
| 2022 | Vampire Survivors                            | Roguelike            | Poncle                |
| 2023 | Baldur's Gate 3                              | Role-playing         | Larian Studios        |

### Czech Game of the Year Awards
A Czech Game of the Year Awards éves díjak, amelyek a videojáték-fejlesztés terén elért eredményeket ismerik el.
| Év   | Játék                                     | Műfaj                 | Fejlesztő(k)         |
| ---- | ----------------------------------------- | --------------------- | -------------------- |
| 2010 | Mafia II                                  | Action-adventure game | 2K Czech             |
| 2011 | Family Farm                               | Strategy video game   | Hammerware           |
| 2012 | Dead Trigger                              | First-person shooter  | Madfinger Games      |
| 2012 | Botanicula                                | Adventure             | Amanita Design       |
| 2013 | ArmA III                                  | Tactical shooter      | Bohemia Interactive  |
| 2013 | Lums: The Game of Light and Shadows       | Arcade game           | Hyperbolic Magnetism |
| 2014 | Medieval Engineers                        | Sandbox               | Keen Software House  |
| 2014 | Dex                                       | Action RPG Platformer | Dreadlocks Ltd       |
| 2014 | Monzo                                     | Simulation video game | Madfinger Games      |
| 2014 | Coraabia                                  | Online Card           | ARK8                 |
| 2015 | Factorio                                  | Real-time strategy    | Wube Software        |
| 2015 | Rememoried                                | Art Adventure         | Vladimír Kudělka     |
| 2015 | Czechoslovakia 1938–89: The Assassination | Educational           | Charles University   |
| 2016 | Samorost 3                                | Adventure             | Amanita Design       |
| 2017 | Attentat 1942                             | Adventure             | Charles University   |
| 2018 | Beat Saber                                | Rhythm                | Beat Games           |
| 2019 | Pilgrims                                  | Graphic adventure     | Amanita Design       |
| 2020 | Creaks                                    | Graphic adventure     | Amanita Design       |

### D.I.C.E. Awards
A D.I.C.E.-díjakat az iparági szakemberek nonprofit szervezete, az Academy of Interactive Arts & Sciences (AIAS) ítéli oda. A díjakat korábban Interactive Achievement Awards néven ismerték 2013-ig.
| Év        | Játék                                   | Műfaj                | Fejlesztő(k)           |
| --------- | --------------------------------------- | -------------------- | ---------------------- |
| 1997/1998 | GoldenEye 007                           | First-person shooter | Rare                   |
| 1998/1999 | The Legend of Zelda: Ocarina of Time    | Action-adventure     | Nintendo EAD           |
| 1999/2000 | The Sims                                | Life simulation      | Maxis                  |
| 2000      | Diablo II                               | Action role-playing  | Blizzard North         |
| 2001      | Halo: Combat Evolved                    | First-person shooter | Bungie                 |
| 2002      | Battlefield 1942                        | First-person shooter | Digital Illusions CE   |
| 2003      | Call of Duty                            | First-person shooter | Infinity Ward          |
| 2004      | Half-Life 2                             | First-person shooter | Valve                  |
| 2005      | God of War                              | Action-adventure     | Santa Monica Studio    |
| 2006      | Gears of War                            | Third-person shooter | Epic Games             |
| 2007      | Call of Duty 4: Modern Warfare          | First-person shooter | Infinity Ward          |
| 2008      | LittleBigPlanet                         | Puzzle-platformer    | Media Molecule         |
| 2009      | Uncharted 2: Among Thieves              | Action-adventure     | Naughty Dog            |
| 2010      | Mass Effect 2                           | Action role-playing  | BioWare                |
| 2011      | The Elder Scrolls V: Skyrim             | Action role-playing  | Bethesda Game Studios  |
| 2012      | Journey                                 | Adventure            | Thatgamecompany        |
| 2013      | The Last of Us                          | Action-adventure     | Naughty Dog            |
| 2014      | Dragon Age: Inquisition                 | Action role-playing  | BioWare                |
| 2015      | Fallout 4                               | Action role-playing  | Bethesda Game Studios  |
| 2016      | Overwatch                               | First-person shooter | Blizzard Entertainment |
| 2017      | The Legend of Zelda: Breath of the Wild | Action-adventure     | Nintendo EPD           |
| 2018      | God of War                              | Action-adventure     | Santa Monica Studio    |
| 2019      | Untitled Goose Game                     | Puzzle–stealth       | House House            |
| 2020      | Hades                                   | Action role-playing  | Supergiant Games       |
| 2021      | It Takes Two                            | Action-adventure     | Hazelight Studios      |
| 2022      | Elden Ring                              | Action role-playing  | FromSoftware           |
| 2023      | Baldur's Gate 3                         | Role-playing         | Larian Studios         |

### Electronic Gaming Awards (korábban Arcade Awards)
Az Arcade Awards, más néven Arkie Awards az egyik első videojáték-díj volt, amely az arcade videojátékok aranykorából származik, és egészen az 1983-as videojáték-krachig tartott. 1980 óta rendezték meg (az 1979-ben és korábban megjelent játékok számára), és 1981 óta évente hirdette meg az Electronic Games magazin, több platformkategóriára kiterjedően. A magazin 1992-es újjáéledését követően 1993 januárjában az Electronic Gaming Awards díjat hirdette meg az 1992-ben megjelent legjobb videojátékoknak. Az 1992-es és 1993-as díjat az olvasók szavazták meg.
| Év   | Játéktermi        | Önálló            | Konzol                                      | Számítógép             |
| ---- | ----------------- | ----------------- | ------------------------------------------- | ---------------------- |
| 1979 | Space Invaders    | Space Invaders    | Space Invaders                              | Space Invaders         |
| 1980 | Asteroids         | Asteroids         | Superman                                    | Superman               |
| 1981 | Pac-Man           | Pac-Man           | Asteroids                                   | Star Raiders           |
| 1982 | Tron              | Galaxian          | Demon Attack                                | David's Midnight Magic |
| 1983 | Pole Position     | Q*bert            | 16k alatt: Ms. Pac-Man 16K felett: Lady Bug | Lode Runner            |
| 1984 | Star Wars         | Zaxxon            | Space Shuttle                               | Ultima III: Exodus     |
| 1992 | Street Fighter II | Street Fighter II | Street Fighter II                           | Street Fighter II      |
| 1993 | Disney's Aladdin  | Disney's Aladdin  | Disney's Aladdin                            | Disney's Aladdin       |

### FamitsuAwards
A Famitsu magazin olvasói által megszavazott éves Famitsu Awards fődíjasai. A díjátadó ünnepséget 2005 óta évente rendezik meg. 2005 előtt az eredményeket a magazin 1987 eleje óta a "Best Hit Game Awards" című éves kiadványában tették közzé (az 1986-ban megjelent játékok esetében).
| Év   | Játék                                     | Műfaj                | Fejlesztő(k)                     |
| ---- | ----------------------------------------- | -------------------- | -------------------------------- |
| 1986 | Dragon Quest                              | Role-playing         | Chunsoft                         |
| 1987 | Dragon Quest II                           | Role-playing         | Chunsoft                         |
| 1988 | Dragon Quest III                          | Role-playing         | Chunsoft                         |
| 1989 | Final Fantasy II                          | Role-playing         | Squaresoft                       |
| 1990 | Dragon Quest IV                           | Role-playing         | Chunsoft                         |
| 1991 | Final Fantasy IV                          | Role-playing         | Squaresoft                       |
| 2004 | Monster Hunter                            | Action role-playing  | Capcom                           |
| 2005 | Resident Evil 4                           | Survival horror      | Capcom                           |
| 2005 | Kingdom Hearts II                         | Action role-playing  | Square Enix                      |
| 2006 | Final Fantasy XII                         | Role-playing         | Square Enix                      |
| 2006 | Pokémon Diamond and Pearl                 | Role-playing         | Game Freak                       |
| 2007 | Super Mario Galaxy                        | Platformer           | Nintendo EAD                     |
| 2007 | Monster Hunter Portable 2nd               | Action role-playing  | Capcom                           |
| 2008 | Monster Hunter Portable 2nd G             | Action role-playing  | Capcom                           |
| 2009 | Dragon Quest IX                           | Role-playing         | Level-5                          |
| 2010 | Monster Hunter Portable 3rd               | Action role-playing  | Capcom                           |
| 2011 | Monster Hunter Tri G                      | Action role-playing  | Capcom                           |
| 2012 | Animal Crossing: New Leaf                 | Life simulation      | Nintendo EAD                     |
| 2013 | Monster Hunter 4                          | Action role-playing  | Capcom                           |
| 2014 | Yo-kai Watch 2                            | Role-playing         | Level-5                          |
| 2015 | Splatoon                                  | Third-person shooter | Nintendo EAD                     |
| 2016 | Pokémon Sun and Moon                      | Role-playing         | Game Freak                       |
| 2017 | The Legend of Zelda: Breath of the Wild   | Action role-playing  | Nintendo EAD                     |
| 2017 | Dragon Quest XI                           | Role-playing         | Square Enix                      |
| 2018 | Monster Hunter: World                     | Action role-playing  | Capcom                           |
| 2018 | Super Smash Bros. Ultimate                | Fighting             | Bandai Namco Studios / Sora Ltd. |
| 2019 | Pokémon Sword and Shield                  | Role-playing         | Game Freak                       |
| 2020 | Animal Crossing: New Horizons             | Life simulation      | Nintendo EAD                     |
| 2020 | Ghost of Tsushima                         | Action role-playing  | Sucker Punch Productions         |
| 2021 | Monster Hunter Rise                       | Action role-playing  | Capcom                           |
| 2022 | Elden Ring                                | Action role-playing  | FromSoftware                     |
| 2023 | The Legend of Zelda: Tears of the Kingdom | Action role-playing  | Nintendo EAD                     |

### The Game Awards
Geoff Keighley, a Spike Video Game Awards producere és házigazdája 2014-ben hozta létre a The Game Awards-ot. A győzteseket a szavazó zsűri (90%) és a rajongói közönségszavazás (10%) vegyes szavazása alapján határozzák meg; a zsűri 96 globális médium tagjaiból áll.
| Év   | Játék                                   | Műfaj                | Fejlesztő(k)           |
| ---- | --------------------------------------- | -------------------- | ---------------------- |
| 2014 | Dragon Age: Inquisition                 | Action role-playing  | BioWare                |
| 2015 | The Witcher 3: Wild Hunt                | Action role-playing  | CD Projekt Red         |
| 2016 | Overwatch                               | First-person shooter | Blizzard Entertainment |
| 2017 | The Legend of Zelda: Breath of the Wild | Action-adventure     | Nintendo EPD           |
| 2018 | God of War                              | Action-adventure     | Santa Monica Stúdió    |
| 2019 | Sekiro: Shadows Die Twice               | Action-adventure     | From Software          |
| 2020 | The Last of Us Part II                  | Action-adventure     | Naughty Dog            |
| 2021 | It Takes Two                            | Action-adventure     | Hazelight Studios      |
| 2022 | Elden Ring                              | Action role-playing  | From Software          |
| 2023 | Baldur's Gate 3                         | Role-playing         | Larian Studios         |

### Game Developers Choice Awards
Az év játékának járó Game Developers Choice-díjat a Game Developers Choice Awards keretében jelentik be a Game Developers Conference (GDC), a videojáték-fejlesztők legnagyobb éves találkozóján.
| Év   | Játék                                   | Műfaj                | Fejlesztő(k)           |
| ---- | --------------------------------------- | -------------------- | ---------------------- |
| 2000 | The Sims                                | Life simulation      | Maxis                  |
| 2001 | Grand Theft Auto III                    | Action-adventure     | DMA Design             |
| 2002 | Metroid Prime                           | Action-adventure     | Retro Studios          |
| 2003 | Star Wars: Knights of the Old Republic  | Role-playing         | BioWare                |
| 2004 | Half-Life 2                             | First-person shooter | Valve                  |
| 2005 | Shadow of the Colossus                  | Action-adventure     | Japan Studio, Team Ico |
| 2006 | Gears of War                            | Third-person shooter | Epic Games             |
| 2007 | Portal                                  | Puzzle-platformer    | Valve                  |
| 2008 | Fallout 3                               | Action role-playing  | Bethesda Game Studios  |
| 2009 | Uncharted 2: Among Thieves              | Action-adventure     | Naughty Dog            |
| 2010 | Red Dead Redemption                     | Action-adventure     | Rockstar San Diego     |
| 2011 | The Elder Scrolls V: Skyrim             | Action role-playing  | Bethesda Game Studios  |
| 2012 | Journey                                 | Adventure            | Thatgamecompany        |
| 2013 | The Last of Us                          | Action-adventure     | Naughty Dog            |
| 2014 | Middle-earth: Shadow of Mordor          | Action-adventure     | Monolith Productions   |
| 2015 | The Witcher 3: Wild Hunt                | Action role-playing  | CD Projekt Red         |
| 2016 | Overwatch                               | First-person shooter | Blizzard Entertainment |
| 2017 | The Legend of Zelda: Breath of the Wild | Action-adventure     | Nintendo EPD           |
| 2018 | God of War                              | Action-adventure     | Santa Monica Studio    |
| 2019 | Untitled Goose Game                     | Puzzle–stealth       | House House            |
| 2020 | Hades                                   | Action role-playing  | Supergiant Games       |
| 2021 | Inscryption                             | Roguelike            | Daniel Mullins Games   |
| 2022 | Elden Ring                              | Action role-playing  | FromSoftware           |
| 2023 | Baldur's Gate 3                         | Role-playing         | Larian Studios         |

### Golden Joystick Awards
A Golden Joystick Awards a második legrégebbi játékdíjkiosztó, és a legrégebben kiosztott videojáték-díj. Az első ünnepségre 1984-ben került sor a londoni Berkeley Square-en.
| Év        | Játék                                   | Műfaj                      | Fejlesztő(k)           |
| --------- | --------------------------------------- | -------------------------- | ---------------------- |
| 1983      | Jetpac                                  | Shooter                    | Ultimate               |
| 1984      | Knight Lore                             | Action-adventure           | Ultimate               |
| 1985      | Way of the Exploding Fist               | Fighting                   | Beam Software          |
| 1986      | Gauntlet                                | Hack-and-slash             | Atari Games            |
| 1987      | Out Run                                 | Racing                     | Sega                   |
| 1988      | 8-bit computers: Operation Wolf         | Light gun shooter          | Taito                  |
| 1988      | 16-bit computers: Speedball             | Sports                     | Bitmap Brothers        |
| 1988      | Consoles: Thunder Blade                 | Combat flight simulator    | Sega                   |
| 1989      | 8-bit computers: The Untouchables       | Shooter                    | Ocean Software         |
| 1989      | 16-bit computers: Kick Off              | Sports                     | Dino Dini              |
| 1990      | 8-bit computers: Rick Dangerous 2       | Platformer                 | Core Design            |
| 1990      | 16-bit computers: Kick Off 2            | Sports                     | Dino Dini              |
| 1990      | 8-bit consoles: Mega Man                | Platformer                 | Capcom                 |
| 1990      | 16-bit consoles: John Madden Football   | Sports (American football) | Park Place Productions |
| 1991      | Sonic the Hedgehog                      | Platformer                 | Sega                   |
| 1992      | Street Fighter II                       | Fighting                   | Capcom                 |
| 1996/1997 | Super Mario 64                          | Platformer                 | Nintendo EAD           |
| 2002      | Grand Theft Auto III                    | Action-adventure           | DMA Design             |
| 2003      | Grand Theft Auto: Vice City             | Action-adventure           | Rockstar North         |
| 2004      | Doom 3                                  | First-person shooter       | id Software            |
| 2005      | Grand Theft Auto: San Andreas           | Action-adventure           | Rockstar North         |
| 2006      | The Elder Scrolls IV: Oblivion          | Action role-playing        | Bethesda Game Studios  |
| 2007      | Gears of War                            | Third-person shooter       | Epic Games             |
| 2008      | Call of Duty 4: Modern Warfare          | First-person shooter       | Infinity Ward          |
| 2009      | Fallout 3                               | Action role-playing        | Bethesda Game Studios  |
| 2010      | Mass Effect 2                           | Action role-playing        | BioWare                |
| 2011      | Portal 2                                | Puzzle-platformer          | Valve                  |
| 2012      | The Elder Scrolls V: Skyrim             | Action role-playing        | Bethesda Game Studios  |
| 2013      | Grand Theft Auto V                      | Action-adventure           | Rockstar North         |
| 2014      | Dark Souls II                           | Action role-playing        | FromSoftware           |
| 2015      | The Witcher 3: Wild Hunt                | Action role-playing        | CD Projekt Red         |
| 2016      | Dark Souls III                          | Action role-playing        | FromSoftware           |
| 2017      | The Legend of Zelda: Breath of the Wild | Action-adventure           | Nintendo EPD           |
| 2018      | Fortnite Battle Royale                  | Battle royale              | Epic Games             |
| 2019      | Resident Evil 2                         | Survival horror            | Capcom                 |
| 2020      | The Last of Us Part II                  | Action-adventure           | Naughty Dog            |
| 2021      | Resident Evil Village                   | Survival horror            | Capcom                 |
| 2022      | Elden Ring                              | Action role-playing        | FromSoftware           |
| 2023      | Baldur's Gate 3                         | Role-playing               | Larian Studios         |

### Japan Game Awards (korábban CESA Awards)
A Japan Game Awards, korábbi nevén a CESA Awards által 1996 óta évente odaítélt nagydíj nyertesei. Vannak olyan évek, amikor két játék osztozott a díjon.
| Év     | Játék                                     | Műfaj                 | Fejlesztő(k)                    |
| ------ | ----------------------------------------- | --------------------- | ------------------------------- |
| 1996   | Sakura Wars                               | Tactical role-playing | Overworks                       |
| 1997   | Final Fantasy VII                         | Role-playing          | Square                          |
| 1998   | The Legend of Zelda: Ocarina of Time      | Action-adventure      | Nintendo EAD                    |
| 1999   | Doko Demo Issyo                           | Strategy              | Sony Computer Entertainment     |
| 1999   | Final Fantasy VIII                        | Role-playing          | Square                          |
| 2000   | Phantasy Star Online                      | Action role-playing   | Sonic Team                      |
| 2001/2 | Final Fantasy X                           | Role-playing          | Square                          |
| 2003   | Final Fantasy XI                          | MMORPG                | Square                          |
| 2003   | Taiko no Tatsujin                         | Rhythm                | Namco                           |
| 2004   | Monster Hunter                            | Action role-playing   | Capcom                          |
| 2005   | Dragon Quest VIII                         | Role-playing          | Level-5                         |
| 2006   | Final Fantasy XII                         | Role-playing          | Square Enix                     |
| 2006   | Dr. Kawashima's Brain Training            | Puzzle                | Nintendo SDD                    |
| 2007   | Wii Sports                                | Sports                | Nintendo EAD                    |
| 2007   | Monster Hunter Portable 2nd               | Action role-playing   | Capcom                          |
| 2008   | Wii Fit                                   | Fitness               | Nintendo EAD                    |
| 2008   | Monster Hunter Portable 2nd G             | Action role-playing   | Capcom                          |
| 2009   | Metal Gear Solid 4: Guns of the Patriots  | Action-adventure      | Kojima Productions              |
| 2009   | Mario Kart Wii                            | Racing                | Nintendo EAD                    |
| 2010   | New Super Mario Bros. Wii                 | Platformer            | Nintendo EAD                    |
| 2011   | Monster Hunter Portable 3rd               | Action role-playing   | Capcom                          |
| 2012   | Gravity Rush                              | Action-adventure      | Project Siren                   |
| 2012   | JoJo's Bizarre Adventure: All Star Battle | Fighting              | CyberConnect2                   |
| 2013   | Animal Crossing: New Leaf                 | Social simulation     | Nintendo EAD                    |
| 2014   | Monster Hunter 4                          | Action role-playing   | Capcom                          |
| 2014   | Yo-kai Watch                              | Role-playing          | Level-5                         |
| 2015   | Yo-kai Watch 2                            | Role-playing          | Level-5                         |
| 2016   | Splatoon                                  | Third-person shooter  | Nintendo EAD                    |
| 2017   | The Legend of Zelda: Breath of the Wild   | Action-adventure      | Nintendo EPD                    |
| 2018   | Monster Hunter: World                     | Action role-playing   | Capcom                          |
| 2019   | Super Smash Bros. Ultimate                | Fighting              | Bandai Namco Studios, Sora Ltd. |
| 2020   | Animal Crossing: New Horizons             | Social simulation     | Nintendo EPD                    |
| 2021   | Ghost of Tsushima                         | Action-adventure      | Sucker Punch Productions        |
| 2021   | Monster Hunter Rise                       | Action role-playing   | Capcom                          |
| 2022   | Elden Ring                                | Action role-playing   | FromSoftware                    |
| 2023   | Monster Hunter Rise: Sunbreak             | Action role-playing   | Capcom                          |

### New York Game Awards
A The New York Videogame Critics Circle évente díjátadót rendez, amelyen az előző év legjobb videojáték-ipari alkotásait ismerik el.
| Év   | Játék                                   | Műfaj                | Fejlesztő(k)           |
| ---- | --------------------------------------- | -------------------- | ---------------------- |
| 2011 | The Elder Scrolls V: Skyrim             | Action role-playing  | Bethesda Game Studios  |
| 2012 | The Walking Dead                        | Graphic adventure    | Telltale Games         |
| 2013 | The Last of Us                          | Action-adventure     | Naughty Dog            |
| 2014 | Wolfenstein: The New Order              | First-person shooter | MachineGames           |
| 2015 | The Witcher 3: Wild Hunt                | Action role-playing  | CD Projekt Red         |
| 2016 | Uncharted 4: A Thief's End              | Action-adventure     | Naughty Dog            |
| 2017 | The Legend of Zelda: Breath of the Wild | Action-adventure     | Nintendo EPD           |
| 2018 | God of War                              | Action-adventure     | Santa Monica Studio    |
| 2019 | The Outer Worlds                        | Action role-playing  | Obsidian Entertainment |
| 2020 | Hades                                   | Action role-playing  | Supergiant Games       |
| 2021 | Psychonauts 2                           | Platform             | Double Fine            |
| 2022 | Elden Ring                              | Action role-playing  | FromSoftware           |
| 2023 | Baldur's Gate 3                         | Role-playing         | Larian Studios         |

### Spike Video Game Awards
A 2003 és 2013 között a Spike által rendezett Spike Video Game Awards győztesei egy több mint 20 médiaszereplőből álló zsűri segítségével ítélték oda az év játékát. A műsor címe 2013-ban VGX-re változott, mielőtt a Spike TV teljesen leállította volna a műsort. A házigazda és producer Geoff Keighley 2014-ben hozta létre a The Game Awards-ot.
| Év   | Játék                          | Műfaj                | Fejlesztő(k)          |
| ---- | ------------------------------ | -------------------- | --------------------- |
| 2003 | Madden NFL 2004                | Sports               | EA Tiburon            |
| 2004 | Grand Theft Auto: San Andreas  | Action-adventure     | Rockstar North        |
| 2005 | Resident Evil 4                | Survival horror      | Capcom                |
| 2006 | The Elder Scrolls IV: Oblivion | Action role-playing  | Bethesda Game Studios |
| 2007 | BioShock                       | First-person shooter | Irrational Games      |
| 2008 | Grand Theft Auto IV            | Action-adventure     | Rockstar North        |
| 2009 | Uncharted 2: Among Thieves     | Action-adventure     | Naughty Dog           |
| 2010 | Red Dead Redemption            | Action-adventure     | Rockstar San Diego    |
| 2011 | The Elder Scrolls V: Skyrim    | Action role-playing  | Bethesda Game Studios |
| 2012 | The Walking Dead               | Graphic adventure    | Telltale Games        |
| 2013 | Grand Theft Auto V             | Action-adventure     | Rockstar North        |

### SXSW Gaming Awards
Az SXSW Gaming Awards nyerteseit az SXSW Gaming Advisory Board bírálja el, amely több mint 40 iparági tagból áll.
| Év   | Játék                                   | Műfaj               | Fejlesztő(k)        |
| ---- | --------------------------------------- | ------------------- | ------------------- |
| 2013 | The Last of Us                          | Action-adventure    | Naughty Dog         |
| 2014 | Dragon Age: Inquisition                 | Action role-playing | BioWare             |
| 2015 | The Witcher 3: Wild Hunt                | Action role-playing | CD Projekt Red      |
| 2016 | Uncharted 4: A Thief's End              | Action-adventure    | Naughty Dog         |
| 2017 | The Legend of Zelda: Breath of the Wild | Action-adventure    | Nintendo EPD        |
| 2018 | God of War                              | Action-adventure    | Santa Monica Studio |
| 2019 | Sekiro: Shadows Die Twice               | Action-adventure    | FromSoftware        |
| 2020 | Hades                                   | Action role-playing | Supergiant Games    |
| 2021 | Final Fantasy XIV: Endwalker            | MMORPG              | Square Enix         |

### VSDA Awards
A Video Software Dealers Association VSDA Awards otthoni szórakoztatóipari díjátadója 2001-ig osztotta ki az év legjobb videojátékainak járó díjakat.
| Év   | Játék                                     | Műfaj                | Fejlesztő(k) |
| ---- | ----------------------------------------- | -------------------- | ------------ |
| 1982 | Pac-Man                                   | Maze                 | Namco        |
| 1993 | NBA Jam                                   | Sports               | Midway Games |
| 1994 | Donkey Kong Country                       | Platformer           | Rare         |
| 1995 | Donkey Kong Country 2: Diddy's Kong Quest | Platformer           | Rare         |
| 1997 | GoldenEye 007                             | First-person shooter | Rare         |
| 1998 | The Legend of Zelda: Ocarina of Time      | Action-adventure     | Nintendo EAD |
| 1999 | Pokémon Stadium                           | Strategy             | Nintendo EAD |
| 2000 | Tony Hawk's Pro Skater 2                  | Sports               | Neversoft    |

## Kiadványok és média

### Ars Technica
| Év   | Játék                   | Műfaj                | Fejlesztő(k)           |
| ---- | ----------------------- | -------------------- | ---------------------- |
| 2012 | Dishonored              | Action-adventure     | Arkane Studios         |
| 2013 | Papers, Please          | Puzzle               | 3909 LLC               |
| 2014 | Dragon Age: Inquisition | Action role-playing  | BioWare                |
| 2015 | Rocket League           | Sports               | Psyonix                |
| 2016 | Overwatch               | First-person shooter | Blizzard Entertainment |
| 2017 | Super Mario Odyssey     | Platformer           | Nintendo EPD           |
| 2018 | Celeste                 | Platformer           | Maddy Makes Games      |
| 2019 | Control                 | Action-adventure     | Remedy Entertainment   |
| 2020 | Hades                   | Action role-playing  | Supergiant Games       |
| 2021 | Psychonauts 2           | Platform             | Double Fine            |
| 2022 | Elden Ring              | Action role-playing  | FromSoftware           |
| 2023 | Baldur's Gate 3         | Role-playing         | Larian Studios         |

### Destructoid
| Év   | Játék                                     | Műfaj                | Fejlesztő(k)           |
| ---- | ----------------------------------------- | -------------------- | ---------------------- |
| 2007 | BioShock                                  | First-person shooter | Irrational Games       |
| 2008 | Left 4 Dead                               | First-person shooter | Valve                  |
| 2009 | Uncharted 2: Among Thieves                | Action-adventure     | Naughty Dog            |
| 2010 | Super Mario Galaxy 2                      | Platform             | Nintendo EAD           |
| 2011 | Portal 2                                  | Puzzle-platform      | Valve                  |
| 2012 | The Walking Dead                          | Graphic adventure    | Telltale Games         |
| 2013 | The Last of Us                            | Action-adventure     | Naughty Dog            |
| 2014 | Bayonetta 2                               | Hack 'n' slash       | PlatinumGames          |
| 2015 | Bloodborne                                | Action role-playing  | FromSoftware           |
| 2016 | Overwatch                                 | First-person shooter | Blizzard Entertainment |
| 2017 | The Legend of Zelda: Breath of the Wild   | Action-adventure     | Nintendo EPD           |
| 2018 | God of War                                | Action-adventure     | Santa Monica Studio    |
| 2019 | The Outer Worlds                          | Action role-playing  | Obsidian Entertainment |
| 2020 | Hades                                     | Action role-playing  | Supergiant Games       |
| 2021 | Chicory: A Colorful Tale                  | Adventure            | Greg Lobanov           |
| 2022 | Elden Ring                                | Action role-playing  | FromSoftware           |
| 2023 | The Legend of Zelda: Tears of the Kingdom | Action-adventure     | Nintendo EPD           |

### Easy Allies
| Év   | Játék                                   | Műfaj                | Fejlesztő(k)        |
| ---- | --------------------------------------- | -------------------- | ------------------- |
| 2016 | The Last Guardian                       | Action-adventure     | Japan Studio        |
| 2017 | The Legend of Zelda: Breath of the Wild | Action-adventure     | Nintendo EPD        |
| 2018 | God of War                              | Action-adventure     | Santa Monica Studio |
| 2019 | Sekiro: Shadows Die Twice               | Action-adventure     | FromSoftware        |
| 2020 | Half-Life: Alyx                         | First-person shooter | Valve               |
| 2021 | Returnal                                | Third-person shooter | Housemarque         |
| 2022 | Elden Ring                              | Action role-playing  | FromSoftware        |
| 2023 | Resident Evil 4                         | Survival horror      | Capcom              |

### Edge
| Év   | Játék                                     | Műfaj                          | Fejlesztő(k)                   |
| ---- | ----------------------------------------- | ------------------------------ | ------------------------------ |
| 1998 | The Legend of Zelda: Ocarina of Time      | Action-adventure               | Nintendo EAD                   |
| 1999 | Gran Turismo 2                            | Racing simulation              | Polyphony Digital              |
| 2002 | Metroid Prime                             | Action-adventure               | Retro Studios                  |
| 2004 | Half-Life 2                               | First-person shooter           | Valve                          |
| 2005 | Resident Evil 4                           | Survival horror                | Capcom                         |
| 2006 | Final Fantasy XII                         | Role-playing                   | Square Enix                    |
| 2007 | Super Mario Galaxy                        | Platformer                     | Nintendo EAD                   |
| 2008 | Grand Theft Auto IV                       | Action-adventure               | Rockstar North                 |
| 2009 | Borderlands                               | Action role-playing            | Gearbox Software               |
| 2010 | Super Mario Galaxy 2                      | Platformer                     | Nintendo EAD                   |
| 2011 | The Legend of Zelda: Skyward Sword        | Action-adventure               | Nintendo EAD                   |
| 2012 | Dishonored                                | Action-adventure               | Arkane Studios                 |
| 2013 | Grand Theft Auto V                        | Action-adventure               | Rockstar North                 |
| 2014 | Bayonetta 2                               | Action                         | PlatinumGames                  |
| 2015 | Bloodborne                                | Action role-playing            | FromSoftware                   |
| 2016 | The Last Guardian                         | Action-adventure               | Japan Studio                   |
| 2017 | The Legend of Zelda: Breath of the Wild   | Action-adventure               | Nintendo EPD                   |
| 2018 | Red Dead Redemption 2                     | Action-adventure               | Rockstar Games                 |
| 2019 | Outer Wilds                               | Action-adventure               | Mobius Digital                 |
| 2020 | No direct GOTY award was given            | No direct GOTY award was given | No direct GOTY award was given |
| 2021 | Deathloop                                 | First-person shooter           | Arkane Studios                 |
| 2022 | Elden Ring                                | Action role-playing            | FromSoftware                   |
| 2022 | Immortality                               | Interactive film               | Sam Barlow                     |
| 2023 | The Legend of Zelda: Tears of the Kingdom | Action-adventure               | Nintendo EPD                   |

### Electronic Gaming Monthly(EGM)
| Év   | Játék                                   | Műfaj                | Fejlesztő(k)           |
| ---- | --------------------------------------- | -------------------- | ---------------------- |
| 1988 | Double Dragon                           | Beat 'em up          | Technōs Japan          |
| 1989 | Ghouls 'n Ghosts                        | Platform             | Capcom                 |
| 1990 | Strider                                 | Platform             | Capcom                 |
| 1991 | Sonic the Hedgehog                      | Platformer           | Sonic Team             |
| 1992 | Street Fighter II                       | Fighting             | Capcom                 |
| 1993 | Samurai Shodown                         | Fighting             | SNK                    |
| 1994 | Donkey Kong Country                     | Platformer           | Rare                   |
| 1995 | Twisted Metal                           | Vehicular combat     | SingleTrac             |
| 1996 | Super Mario 64                          | Platformer           | Nintendo EAD           |
| 1997 | GoldenEye 007                           | First-person shooter | Rare                   |
| 1998 | The Legend of Zelda: Ocarina of Time    | Action-adventure     | Nintendo EAD           |
| 1999 | Soulcalibur                             | Fighting             | Namco                  |
| 2000 | Tony Hawk's Pro Skater 2                | Sports               | Neversoft              |
| 2001 | Halo: Combat Evolved                    | First-person shooter | Bungie                 |
| 2002 | Metroid Prime                           | Action-adventure     | Retro Studios          |
| 2003 | Prince of Persia: The Sands of Time     | Action-adventure     | Ubisoft Montreal       |
| 2004 | Halo 2                                  | First-person shooter | Bungie                 |
| 2005 | Resident Evil 4                         | Survival horror      | Capcom                 |
| 2006 | The Legend of Zelda: Twilight Princess  | Action-adventure     | Nintendo EAD           |
| 2007 | BioShock                                | First-person shooter | Irrational Games       |
| 2008 | Grand Theft Auto IV                     | Action-adventure     | Rockstar North         |
| 2009 | Uncharted 2: Among Thieves              | Action-adventure     | Naughty Dog            |
| 2010 | Red Dead Redemption                     | Action-adventure     | Rockstar San Diego     |
| 2011 | The Elder Scrolls V: Skyrim             | Action role-playing  | Bethesda Game Studios  |
| 2012 | Far Cry 3                               | First-person shooter | Ubisoft Montreal       |
| 2013 | BioShock Infinite                       | First-person shooter | Irrational Games       |
| 2014 | Dragon Age: Inquisition                 | Action role-playing  | BioWare                |
| 2015 | The Witcher 3: Wild Hunt                | Action role-playing  | CD Projekt Red         |
| 2016 | Overwatch                               | First-person shooter | Blizzard Entertainment |
| 2017 | The Legend of Zelda: Breath of the Wild | Action-adventure     | Nintendo EPD           |
| 2018 | Red Dead Redemption 2                   | Action-adventure     | Rockstar Games         |
| 2019 | Control                                 | Action-adventure     | Remedy Entertainment   |
| 2020 | The Last of Us Part II                  | Action-adventure     | Naughty Dog            |
| 2021 | Psychonauts 2                           | Platform             | Double Fine            |
| 2022 | Elden Ring                              | Action role-playing  | FromSoftware           |

### Empire
| Év   | Játék                      | Műfaj                | Fejlesztő(k)        |
| ---- | -------------------------- | -------------------- | ------------------- |
| 2014 | Dark Souls II              | Action role-playing  | FromSoftware        |
| 2015 | Bloodborne                 | Action role-playing  | FromSoftware        |
| 2016 | Uncharted 4: A Thief's End | Action-adventure     | Naughty Dog         |
| 2017 | Super Mario Odyssey        | Platform             | Nintendo EAD        |
| 2018 | God of War                 | Action-adventure     | Santa Monica Studio |
| 2019 | Resident Evil 2            | Action-adventure     | Capcom              |
| 2020 | The Last of Us Part II     | Action-adventure     | Naughty Dog         |
| 2021 | Deathloop                  | First-person shooter | Arkane Studios      |
| 2022 | Elden Ring                 | Action role-playing  | FromSoftware        |
| 2023 | Baldur's Gate 3            | Role-playing         | Larian Studios      |

### Entertainment Weekly
| Év   | Játék                                   | Műfaj                | Fejlesztő(k)        |
| ---- | --------------------------------------- | -------------------- | ------------------- |
| 2007 | BioShock                                | First-person shooter | Irrational Games    |
| 2008 | Wii Fit                                 | Fitness game         | Nintendo EAD        |
| 2010 | Red Dead Redemption                     | Action-adventure     | Rockstar San Diego  |
| 2012 | Journey                                 | Adventure            | Thatgamecompany     |
| 2013 | BioShock Infinite                       | First-person shooter | Irrational Games    |
| 2015 | Metal Gear Solid V: The Phantom Pain    | Action-adventure     | Kojima Productions  |
| 2016 | Inside                                  | Puzzle-platformer    | Playdead            |
| 2017 | The Legend of Zelda: Breath of the Wild | Action-adventure     | Nintendo EPD        |
| 2018 | God of War                              | Action-adventure     | Santa Monica Studio |
| 2019 | Resident Evil 2                         | Survival horror      | Capcom              |
| 2020 | The Last of Us Part II                  | Action-adventure     | Naughty Dog         |
| 2021 | Resident Evil Village                   | Survival horror      | Capcom              |

### Eurogamer
| Év   | Játék                                   | Műfaj                | Fejlesztő(k)               |
| ---- | --------------------------------------- | -------------------- | -------------------------- |
| 1999 | Unreal Tournament                       | First-person shooter | Epic Games                 |
| 2000 | Deus Ex                                 | Action role-playing  | Ion Storm                  |
| 2001 | Grand Theft Auto III                    | Action-adventure     | DMA Design                 |
| 2002 | Ico                                     | Action-adventure     | Team Ico                   |
| 2003 | Grand Theft Auto: Vice City             | Action-adventure     | Rockstar North             |
| 2004 | Half-Life 2                             | First-person shooter | Valve                      |
| 2005 | Psychonauts                             | Platformer           | Double Fine Productions    |
| 2006 | Guitar Hero                             | Rhythm               | Harmonix                   |
| 2007 | Portal                                  | Puzzle-platformer    | Valve                      |
| 2008 | LittleBigPlanet                         | Puzzle-platformer    | Media Molecule             |
| 2009 | Uncharted 2: Among Thieves              | Action-adventure     | Naughty Dog                |
| 2010 | Mass Effect 2                           | Action role-playing  | BioWare                    |
| 2011 | Portal 2                                | Puzzle-platformer    | Valve                      |
| 2012 | Fez                                     | Puzzle-platformer    | Polytron Corporation       |
| 2013 | Super Mario 3D World                    | Platformer           | Nintendo EAD               |
| 2014 | Mario Kart 8                            | Racing               | Nintendo EAD               |
| 2015 | Bloodborne                              | Action role-playing  | FromSoftware               |
| 2016 | Overwatch                               | First-person shooter | Blizzard Entertainment     |
| 2017 | The Legend of Zelda: Breath of the Wild | Action-adventure     | Nintendo EPD               |
| 2018 | Tetris Effect                           | Puzzle               | Monstars Inc. and Resonair |
| 2019 | Outer Wilds                             | Action-adventure     | Mobius Digital             |
| 2020 | Hades                                   | Action role-playing  | Supergiant Games           |
| 2021 | Unpacking                               | Puzzle               | Witch Beam                 |
| 2022 | Elden Ring                              | Action role-playing  | FromSoftware               |
| 2023 | Cocoon                                  | Puzzle               | Geometric Interactive      |

### Game Informer
A kiadvány első éveiben az egyes konzolok legjobb játékát díjazták, és alkalmanként az év legjobb játékát is díjazták. 2017-ben visszamenőlegesen minden olyan eddigi évnek kiosztottak egy GOTY-díjat, amelyben nem volt összességében legjobb játék.
| Év   | Játék                                     | Műfaj                | Fejlesztő(k)                        |
| ---- | ----------------------------------------- | -------------------- | ----------------------------------- |
| 1992 | Street Fighter II                         | Fighting             | Capcom                              |
| 1993 | Mortal Kombat                             | Fighting             | Midway Games                        |
| 1994 | Donkey Kong Country                       | Platformer           | Rare                                |
| 1995 | Donkey Kong Country 2: Diddy's Kong Quest | Platformer           | Rare                                |
| 1996 | Super Mario 64                            | Platformer           | Nintendo EAD                        |
| 1997 | Final Fantasy VII                         | Role-playing         | Square                              |
| 1998 | The Legend of Zelda: Ocarina of Time      | Action-adventure     | Nintendo EAD                        |
| 1999 | Tony Hawk's Pro Skater                    | Sports               | Neversoft                           |
| 2000 | Tony Hawk's Pro Skater 2                  | Sports               | Neversoft                           |
| 2001 | Metal Gear Solid 2: Sons of Liberty       | Action-adventure     | Konami Computer Entertainment Japan |
| 2002 | Grand Theft Auto: Vice City               | Action-adventure     | Rockstar North                      |
| 2003 | The Legend of Zelda: The Wind Waker       | Action-adventure     | Nintendo EAD                        |
| 2004 | Halo 2                                    | First-person shooter | Bungie                              |
| 2005 | Resident Evil 4                           | Survival horror      | Capcom                              |
| 2006 | The Legend of Zelda: Twilight Princess    | Action-adventure     | Nintendo EAD                        |
| 2007 | BioShock                                  | First-person shooter | Irrational Games                    |
| 2008 | Grand Theft Auto IV                       | Action-adventure     | Rockstar North                      |
| 2009 | Uncharted 2: Among Thieves                | Action-adventure     | Naughty Dog                         |
| 2010 | Red Dead Redemption                       | Action-adventure     | Rockstar San Diego                  |
| 2011 | The Elder Scrolls V: Skyrim               | Action role-playing  | Bethesda Game Studios               |
| 2012 | Mass Effect 3                             | Action role-playing  | BioWare                             |
| 2013 | The Last of Us                            | Action-adventure     | Naughty Dog                         |
| 2014 | Dragon Age: Inquisition                   | Action role-playing  | BioWare                             |
| 2015 | The Witcher 3: Wild Hunt                  | Action role-playing  | CD Projekt Red                      |
| 2016 | Overwatch                                 | First-person shooter | Blizzard Entertainment              |
| 2017 | The Legend of Zelda: Breath of the Wild   | Action-adventure     | Nintendo EPD                        |
| 2018 | God of War                                | Action-adventure     | Santa Monica Studio                 |
| 2019 | Control                                   | Action-adventure     | Remedy Entertainment                |
| 2020 | The Last of Us Part II                    | Action-adventure     | Naughty Dog                         |
| 2021 | Halo Infinite                             | First-person shooter | 343 Industries                      |
| 2022 | Elden Ring                                | Action role-playing  | FromSoftware                        |
| 2023 | The Legend of Zelda: Tears of the Kingdom | Action-adventure     | Nintendo EPD                        |

### GameSpot
| Év   | Játék                                         | Műfaj                | Fejlesztő(k)              |
| ---- | --------------------------------------------- | -------------------- | ------------------------- |
| 1996 | Diablo                                        | Action role-playing  | Blizzard North            |
| 1997 | Total Annihilation                            | Real-time strategy   | Cavedog Entertainment     |
| 1998 | Console: The Legend of Zelda: Ocarina of Time | Action-adventure     | Nintendo EAD              |
| 1998 | PC: Grim Fandango                             | Graphic adventure    | LucasArts                 |
| 1999 | Console: Soulcalibur                          | Fighting             | Namco                     |
| 1999 | PC: EverQuest                                 | MMORPG               | Sony Online Entertainment |
| 2000 | Console: Chrono Cross                         | Role-playing         | Square                    |
| 2000 | PC: The Sims                                  | Life simulation      | Maxis                     |
| 2001 | Console: Grand Theft Auto III                 | Action-adventure     | DMA Design                |
| 2001 | PC: Serious Sam: The First Encounter          | First-person shooter | Croteam                   |
| 2002 | Metroid Prime                                 | Action-adventure     | Retro Studios             |
| 2003 | The Legend of Zelda: The Wind Waker           | Action-adventure     | Nintendo EAD              |
| 2004 | World of Warcraft                             | MMORPG               | Blizzard Entertainment    |
| 2005 | Resident Evil 4                               | Survival horror      | Capcom                    |
| 2006 | Gears of War                                  | Third-person shooter | Epic Games                |
| 2007 | Super Mario Galaxy                            | Platformer           | Nintendo EAD              |
| 2008 | Metal Gear Solid 4: Guns of the Patriots      | Action-adventure     | Kojima Productions        |
| 2009 | Demon's Souls                                 | Action role-playing  | FromSoftware              |
| 2010 | Red Dead Redemption                           | Action-adventure     | Rockstar San Diego        |
| 2011 | The Elder Scrolls V: Skyrim                   | Action role-playing  | Bethesda Game Studios     |
| 2012 | Journey                                       | Adventure            | Thatgamecompany           |
| 2013 | The Legend of Zelda: A Link Between Worlds    | Action-adventure     | Nintendo EAD              |
| 2014 | Middle-earth: Shadow of Mordor                | Action-adventure     | Monolith Productions      |
| 2015 | The Witcher 3: Wild Hunt                      | Action role-playing  | CD Projekt Red            |
| 2016 | Overwatch                                     | First-person shooter | Blizzard Entertainment    |
| 2017 | The Legend of Zelda: Breath of the Wild       | Action-adventure     | Nintendo EPD              |
| 2018 | Red Dead Redemption 2                         | Action-adventure     | Rockstar Games            |
| 2019 | Sekiro: Shadows Die Twice                     | Action-adventure     | FromSoftware              |
| 2020 | Half-Life: Alyx                               | First-person shooter | Valve                     |
| 2021 | Deathloop                                     | First-person shooter | Arkane Studios            |
| 2022 | Elden Ring                                    | Action role-playing  | FromSoftware              |
| 2023 | Baldur's Gate 3                               | Role-playing         | Larian Studios            |

### GameSpy
| Év   | Játék                                  | Műfaj                | Fejlesztő(k)          |
| ---- | -------------------------------------- | -------------------- | --------------------- |
| 1999 | Unreal Tournament                      | First-person shooter | Epic Games            |
| 2000 | Deus Ex                                | Action role-playing  | Ion Storm             |
| 2001 | Grand Theft Auto III                   | Action-adventure     | DMA Design            |
| 2002 | Metroid Prime                          | Action-adventure     | Retro Studios         |
| 2003 | Star Wars: Knights of the Old Republic | Role-playing         | BioWare               |
| 2004 | Halo 2                                 | First-person shooter | Bungie                |
| 2005 | Civilization IV                        | Turn-based strategy  | Firaxis Games         |
| 2006 | The Legend of Zelda: Twilight Princess | Action-adventure     | Nintendo EAD          |
| 2007 | Call of Duty 4: Modern Warfare         | First-person shooter | Infinity Ward         |
| 2008 | Fallout 3                              | Action role-playing  | Bethesda Game Studios |
| 2009 | Call of Duty: Modern Warfare 2         | First-person shooter | Infinity Ward         |
| 2010 | Red Dead Redemption                    | Action-adventure     | Rockstar San Diego    |
| 2011 | The Elder Scrolls V: Skyrim            | Action role-playing  | Bethesda Game Studios |
| 2012 | XCOM: Enemy Unknown                    | Turn-based tactics   | Firaxis Games         |

### GamesRadar+
| Év   | Játék                                   | Műfaj                | Fejlesztő(k)          |
| ---- | --------------------------------------- | -------------------- | --------------------- |
| 2006 | The Legend of Zelda: Twilight Princess  | Action-adventure     | Nintendo EAD          |
| 2007 | The Orange Box                          | First-person shooter | Valve                 |
| 2008 | Fallout 3                               | Action role-playing  | Bethesda Game Studios |
| 2009 | Batman: Arkham Asylum                   | Action-adventure     | Rocksteady Studios    |
| 2010 | Red Dead Redemption                     | Action-adventure     | Rockstar San Diego    |
| 2011 | Portal 2                                | Puzzle-platformer    | Valve                 |
| 2012 | The Walking Dead                        | Graphic adventure    | Telltale Games        |
| 2013 | The Last of Us                          | Action-adventure     | Naughty Dog           |
| 2014 | Destiny                                 | Action role-playing  | Bungie                |
| 2015 | Metal Gear Solid V: The Phantom Pain    | Action-adventure     | Kojima Productions    |
| 2016 | Titanfall 2                             | First-person shooter | Respawn Entertainment |
| 2017 | The Legend of Zelda: Breath of the Wild | Action-adventure     | Nintendo EPD          |
| 2018 | God of War                              | Action-adventure     | Santa Monica Studio   |
| 2019 | Control                                 | Action-adventure     | Remedy Entertainment  |
| 2020 | Hades                                   | Action role-playing  | Supergiant Games      |
| 2021 | Deathloop                               | Action-adventure     | Arkane Studios        |
| 2022 | Elden Ring                              | Action role-playing  | FromSoftware          |
| 2023 | Baldur's Gate 3                         | Role-playing         | Larian Studios        |

### Gamest
| Év   | Játék                                          | Műfaj             | Fejlesztő(k) |
| ---- | ---------------------------------------------- | ----------------- | ------------ |
| 1987 | Darius                                         | Scrolling shooter | Taito        |
| 1988 | Gradius II                                     | Scrolling shooter | Konami       |
| 1989 | Tetris                                         | Puzzle            | Sega         |
| 1990 | Final Fight                                    | Beat 'em up       | Capcom       |
| 1991 | Street Fighter II: The World Warrior           | Fighting          | Capcom       |
| 1992 | Street Fighter II Dash (Champion Edition)      | Fighting          | Capcom       |
| 1993 | Samurai Shodown                                | Fighting          | SNK          |
| 1994 | The King of Fighters '94                       | Fighting          | SNK          |
| 1995 | Virtua Fighter 2                               | Fighting          | Sega AM2     |
| 1996 | Street Fighter Zero 2 (Street Fighter Alpha 2) | Fighting          | Capcom       |
| 1997 | Vampire Savior (Darkstalkers 3)                | Fighting          | Capcom       |
| 1998 | Psychic Force 2012                             | Fighting          | Taito        |

### GameTrailers
| Év   | Játék                                  | Műfaj                | Fejlesztő(k)           |
| ---- | -------------------------------------- | -------------------- | ---------------------- |
| 2005 | Resident Evil 4                        | Survival horror      | Capcom                 |
| 2006 | The Legend of Zelda: Twilight Princess | Action-adventure     | Nintendo EAD           |
| 2007 | Super Mario Galaxy                     | Platformer           | Nintendo EAD           |
| 2008 | Grand Theft Auto IV                    | Action-adventure     | Rockstar North         |
| 2009 | Call of Duty: Modern Warfare 2         | First-person shooter | Infinity Ward          |
| 2010 | Mass Effect 2                          | Action role-playing  | BioWare                |
| 2011 | Uncharted 3: Drake's Deception         | Action-adventure     | Naughty Dog            |
| 2012 | XCOM: Enemy Unknown                    | Turn-based tactics   | Firaxis Games          |
| 2013 | The Last of Us                         | Action-adventure     | Naughty Dog            |
| 2014 | Hearthstone                            | Card game            | Blizzard Entertainment |
| 2015 | Bloodborne                             | Action role-playing  | FromSoftware           |

### Giant Bomb
| Év   | Játék                                     | Műfaj               | Fejlesztő(k)          |
| ---- | ----------------------------------------- | ------------------- | --------------------- |
| 2008 | Grand Theft Auto IV                       | Action-adventure    | Rockstar North        |
| 2009 | Uncharted 2: Among Thieves                | Action-adventure    | Naughty Dog           |
| 2010 | Mass Effect 2                             | Action role-playing | BioWare               |
| 2011 | The Elder Scrolls V: Skyrim               | Action role-playing | Bethesda Game Studios |
| 2012 | XCOM: Enemy Unknown                       | Turn-based tactics  | Firaxis Games         |
| 2013 | The Last of Us                            | Action-adventure    | Naughty Dog           |
| 2014 | Middle-earth: Shadow of Mordor            | Action-adventure    | Monolith Productions  |
| 2015 | Super Mario Maker                         | Platformer          | Nintendo EAD          |
| 2016 | Hitman                                    | Stealth             | IO Interactive        |
| 2017 | PlayerUnknown's Battlegrounds             | Battle royale       | PUBG Corporation      |
| 2018 | Tetris Effect                             | Puzzle              | Monstars Inc./Resonai |
| 2019 | Outer Wilds                               | Action-adventure    | Mobius Digital        |
| 2020 | Hades                                     | Action role-playing | Supergiant Games      |
| 2021 | Chicory: A Colorful Tale                  | Adventure           | Greg Lobanov          |
| 2022 | Elden Ring                                | Action role-playing | FromSoftware          |
| 2023 | The Legend of Zelda: Tears of the Kingdom | Action-adventure    | Nintendo EPD          |

### The Guardian
| Év   | Játék                                     | Műfaj                | Fejlesztő(k)       |
| ---- | ----------------------------------------- | -------------------- | ------------------ |
| 2007 | Crackdown                                 | Action-adventure     | Realtime Worlds    |
| 2010 | Red Dead Redemption                       | Action-adventure     | Rockstar San Diego |
| 2011 | Portal 2                                  | Puzzle-platformer    | Valve              |
| 2012 | Dishonored                                | Action-adventure     | Arkane Studios     |
| 2012 | XCOM: Enemy Unknown                       | Turn-based tactics   | Firaxis Games      |
| 2013 | Super Mario 3D World                      | Platformer           | Nintendo EAD       |
| 2014 | Mario Kart 8                              | Racing               | Nintendo EAD       |
| 2015 | Bloodborne                                | Action role-playing  | FromSoftware       |
| 2016 | Uncharted 4: A Thief's End                | Action-adventure     | Naughty Dog        |
| 2017 | The Legend of Zelda: Breath of the Wild   | Action-adventure     | Nintendo EPD       |
| 2018 | Red Dead Redemption 2                     | Action-adventure     | Rockstar Games     |
| 2019 | Outer Wilds                               | Action-adventure     | Mobius Digital     |
| 2020 | Animal Crossing: New Horizons             | Life simulation      | Nintendo EPD       |
| 2021 | Returnal                                  | Third-person shooter | Housemarque        |
| 2022 | Wordle                                    | Puzzle               | Josh Wardle        |
| 2023 | The Legend of Zelda: Tears of the Kingdom | Action-adventure     | Nintendo EPD       |

### Hardcore Gamer
| Év   | Játék                         | Műfaj                | Fejlesztő(k)             |
| ---- | ----------------------------- | -------------------- | ------------------------ |
| 2012 | Far Cry 3                     | First-person shooter | Ubisoft                  |
| 2013 | The Last of Us                | Action-adventure     | Naughty Dog              |
| 2014 | Dragon Age: Inquisition       | Action role-playing  | BioWare                  |
| 2015 | Tales from the Borderlands    | Graphic adventure    | Telltale Games           |
| 2016 | Owlboy                        | Platform-adventure   | D-Pad Studio             |
| 2017 | Nier: Automata                | Action role-playing  | PlatinumGames            |
| 2018 | God of War                    | Action-adventure     | Santa Monica Studio      |
| 2019 | Resident Evil 2               | Survival horror      | Capcom                   |
| 2020 | Ghost of Tsushima             | Action-adventure     | Sucker Punch Productions |
| 2021 | Ratchet and Clank: Rift Apart | Third-person shooter | Insomniac Games          |
| 2022 | God of War Ragnarök           | Action-adventure     | Santa Monica Studio      |
| 2023 | Alan Wake 2                   | Survival horror      | Remedy Entertainment     |

### IGN
| Év   | Játék                                     | Műfaj                | Fejlesztő(k)           |
| ---- | ----------------------------------------- | -------------------- | ---------------------- |
| 2001 | Halo: Combat Evolved                      | First-person shooter | Bungie                 |
| 2002 | Battlefield 1942                          | First-person shooter | Digital Illusions CE   |
| 2003 | Star Wars: Knights of the Old Republic    | Role-playing         | BioWare                |
| 2004 | Half-Life 2                               | First-person shooter | Valve                  |
| 2005 | God of War                                | Action-adventure     | Santa Monica Studio    |
| 2006 | Ōkami                                     | Action-adventure     | Clover Studio          |
| 2007 | Super Mario Galaxy                        | Platformer           | Nintendo EAD           |
| 2008 | Fallout 3                                 | Action role-playing  | Bethesda Game Studios  |
| 2009 | Uncharted 2: Among Thieves                | Action-adventure     | Naughty Dog            |
| 2010 | Mass Effect 2                             | Action role-playing  | BioWare                |
| 2011 | Portal 2                                  | Puzzle-platformer    | Valve                  |
| 2012 | Journey                                   | Adventure            | Thatgamecompany        |
| 2013 | The Last of Us                            | Action-adventure     | Naughty Dog            |
| 2014 | Dragon Age: Inquisition                   | Action role-playing  | BioWare                |
| 2015 | The Witcher 3: Wild Hunt                  | Action role-playing  | CD Projekt Red         |
| 2016 | Overwatch                                 | First-person shooter | Blizzard Entertainment |
| 2017 | The Legend of Zelda: Breath of the Wild   | Action-adventure     | Nintendo EPD           |
| 2018 | God of War                                | Action-adventure     | Santa Monica Studio    |
| 2019 | Control                                   | Action-adventure     | Remedy Entertainment   |
| 2020 | Hades                                     | Action role-playing  | Supergiant Games       |
| 2021 | Forza Horizon 5                           | Racing               | Playground Games       |
| 2022 | Elden Ring                                | Action role-playing  | FromSoftware           |
| 2023 | The Legend of Zelda: Tears of the Kingdom | Action-adventure     | Nintendo EPD           |

### Kotaku
| Év   | Játék                                 | Műfaj               | Fejlesztő(k)         |
| ---- | ------------------------------------- | ------------------- | -------------------- |
| 2007 | The Legend of Zelda Phantom Hourglass | Action-adventure    | Nintendo EAD         |
| 2007 | Super Mario Galaxy                    | Platformer          | Nintendo EAD         |
| 2007 | Uncharted: Drake's Fortune            | Action-adventure    | Naughty Dog          |
| 2008 | Grand Theft Auto IV                   | Action-adventure    | Rockstar North       |
| 2009 | Uncharted 2: Among Thieves            | Action-adventure    | Naughty Dog          |
| 2010 | Red Dead Redemption                   | Action-adventure    | Rockstar San Diego   |
| 2011 | Portal 2                              | Puzzle-platformer   | Valve                |
| 2012 | XCOM: Enemy Unknown                   | Turn-based tactics  | Firaxis Games        |
| 2013 | The Last of Us                        | Action-adventure    | Naughty Dog          |
| 2022 | Elden Ring                            | Action role-playing | FromSoftware         |
| 2023 | Alan Wake 2                           | Survival horror     | Remedy Entertainment |

### PC Gamer
| Év   | Játék                                | Műfaj               | Fejlesztő(k)          |
| ---- | ------------------------------------ | ------------------- | --------------------- |
| 2011 | The Elder Scrolls V: Skyrim          | Action role-playing | Bethesda Game Studios |
| 2012 | Mass Effect 3                        | Action role-playing | BioWare               |
| 2013 | Spelunky                             | Platform            | Mossmouth, LLC        |
| 2014 | Alien: Isolation                     | Survival horror     | Creative Assembly     |
| 2015 | Metal Gear Solid V: The Phantom Pain | Action-adventure    | Kojima Productions    |
| 2016 | Dishonored 2                         | Action-adventure    | Arkane Lyon           |
| 2017 | Divinity: Original Sin II            | Role-playing        | Larian Studios        |
| 2018 | Into the Breach                      | Turn-based strategy | Subset Games          |
| 2019 | Disco Elysium                        | Role-playing        | ZA/UM                 |
| 2020 | Death Stranding                      | Action              | Kojima Productions    |
| 2021 | Valheim                              | Sandbox, Survival   | Iron Gate Studio      |
| 2022 | Elden Ring                           | Action role-playing | FromSoftware          |
| 2023 | Baldur's Gate 3                      | Role-playing        | Larian Studios        |

### Polygon
| Év   | Játék                                     | Műfaj                | Fejlesztő(k)           |
| ---- | ----------------------------------------- | -------------------- | ---------------------- |
| 2012 | The Walking Dead                          | Graphic adventure    | Telltale Games         |
| 2013 | Gone Home                                 | Adventure            | The Fullbright Company |
| 2014 | Dragon Age: Inquisition                   | Action role-playing  | BioWare                |
| 2015 | Her Story                                 | Interactive movie    | Sam Barlow             |
| 2016 | Doom                                      | First-person shooter | id Software            |
| 2017 | The Legend of Zelda: Breath of the Wild   | Action-adventure     | Nintendo EPD           |
| 2018 | God of War                                | Action-adventure     | Santa Monica Studio    |
| 2019 | Outer Wilds                               | Action-adventure     | Mobius Digital         |
| 2020 | Hades                                     | Action role-playing  | Supergiant Games       |
| 2021 | Inscryption                               | Roguelike            | Daniel Mullins Games   |
| 2022 | Elden Ring                                | Action role-playing  | FromSoftware           |
| 2023 | The Legend of Zelda: Tears of the Kingdom | Action-adventure     | Nintendo EPD           |

### The Telegraph
| Év   | Játék                                   | Műfaj                | Fejlesztő(k)       |
| ---- | --------------------------------------- | -------------------- | ------------------ |
| 2008 | Fable II                                | Action role-playing  | Lionhead Studios   |
| 2009 | Uncharted 2: Among Thieves              | Action-adventure     | Naughty Dog        |
| 2011 | Batman: Arkham City                     | Action-adventure     | Rocksteady Studios |
| 2012 | The Walking Dead                        | Graphic adventure    | Telltale Games     |
| 2013 | The Last of Us                          | Action-adventure     | Naughty Dog        |
| 2014 | Alien: Isolation                        | Survival horror      | Creative Assembly  |
| 2015 | Bloodborne                              | Action role-playing  | FromSoftware       |
| 2016 | Dishonored 2                            | Action-adventure     | Arkane Studios     |
| 2017 | The Legend of Zelda: Breath of the Wild | Action-adventure     | Nintendo EPD       |
| 2018 | Red Dead Redemption 2                   | Action-adventure     | Rockstar Games     |
| 2019 | Sekiro: Shadows Die Twice               | Action-adventure     | FromSoftware       |
| 2020 | The Last of Us Part II                  | Action-adventure     | Naughty Dog        |
| 2021 | Deathloop                               | First-person shooter | Arkane Studios     |
| 2022 | Elden Ring                              | Action role-playing  | FromSoftware       |

### Time
| Év   | Játék                                   | Műfaj                | Fejlesztő(k)         |
| ---- | --------------------------------------- | -------------------- | -------------------- |
| 2006 | Wii Sports                              | Sports               | Nintendo EAD         |
| 2007 | Halo 3                                  | First-person shooter | Bungie               |
| 2008 | Grand Theft Auto IV                     | Action-adventure     | Rockstar North       |
| 2009 | Call of Duty: Modern Warfare 2          | First-person shooter | Infinity Ward        |
| 2010 | Alan Wake                               | Action-adventure     | Remedy Entertainment |
| 2011 | Minecraft                               | Sandbox              | Mojang               |
| 2012 | Guild Wars 2                            | MMORPG               | ArenaNet             |
| 2013 | Grand Theft Auto V                      | Action-adventure     | Rockstar North       |
| 2014 | 80 Days                                 | Interactive fiction  | Inkle                |
| 2015 | Prune                                   | Puzzle               | Joel McDonald        |
| 2016 | The Witness                             | Puzzle               | Thekla, Inc.         |
| 2017 | The Legend of Zelda: Breath of the Wild | Action-adventure     | Nintendo EPD         |
| 2018 | God of War                              | Action-adventure     | Santa Monica Studio  |
| 2020 | Hades                                   | Action role-playing  | Supergiant Games     |
| 2021 | Metroid Dread                           | Action-adventure     | MercurySteam         |
| 2022 | God of War Ragnarök                     | Action-adventure     | Santa Monica Studio  |
| 2023 | Alan Wake 2                             | Survival horror      | Remedy Entertainment |

### USgamer
| Év   | Játék                                   | Műfaj                | Fejlesztő(k)           |
| ---- | --------------------------------------- | -------------------- | ---------------------- |
| 2015 | Super Mario Maker                       | Platform             | Nintendo EAD           |
| 2016 | Overwatch                               | First-person shooter | Blizzard Entertainment |
| 2017 | The Legend of Zelda: Breath of the Wild | Action-adventure     | Nintendo EPD           |
| 2018 | Red Dead Redemption 2                   | Action-adventure     | Rockstar Games         |
| 2019 | Disco Elysium                           | Role-playing         | ZA/UM                  |
| 2020 | Hades                                   | Action role-playing  | Supergiant Games       |

### Yahoo!
| Év   | Játék                                   | Műfaj               | Fejlesztő(k)          |
| ---- | --------------------------------------- | ------------------- | --------------------- |
| 2007 | Super Mario Galaxy                      | Platformer          | Nintendo EAD          |
| 2008 | Fallout 3                               | Action role-playing | Bethesda Game Studios |
| 2009 | Uncharted 2: Among Thieves              | Action-adventure    | Naughty Dog           |
| 2010 | Red Dead Redemption                     | Action-adventure    | Rockstar San Diego    |
| 2011 | Batman: Arkham City                     | Action-adventure    | Rocksteady Studios    |
| 2012 | The Walking Dead                        | Graphic adventure   | Telltale Games        |
| 2013 | The Last of Us                          | Action-adventure    | Naughty Dog           |
| 2014 | Dragon Age: Inquisition                 | Action role-playing | BioWare               |
| 2015 | The Witcher 3: Wild Hunt                | Action role-playing | CD Projekt Red        |
| 2017 | The Legend of Zelda: Breath of the Wild | Action-adventure    | Nintendo EPD          |

## Fordítás
Ez a szócikk részben vagy egészben  a   List of Game of the Year awards című angol Wikipédia-szócikk ezen változatának fordításán alapul.  Az eredeti cikk szerkesztőit annak laptörténete sorolja fel. Ez a jelzés csupán a megfogalmazás eredetét és a szerzői jogokat jelzi, nem szolgál a cikkben szereplő információk forrásmegjelöléseként.